# NGC 4835
NGC 4835 је спирална галаксија у сазвежђу Кентаур која се налази на NGC листи објеката дубоког неба.
Деклинација објекта је - 46° 15' 54" а ректасцензија 12h 58m 7,7s. Привидна величина (магнитуда) објекта NGC 4835 износи 11,6 а фотографска магнитуда 12,4. Налази се на удаљености од 25,977 милиона парсека од Сунца. NGC 4835 је још познат и под ознакама ESO 269-19, AM 1255-455, IRAS 12552-4559, PGC 44409.